# الأخبار العاجلة في مقاطعة يوبا (فلم 2021)
الأخبار العاجلة في مقاطعة يوبا (بالإنجليزية: Breaking News in Yuba County) فيلم الجريمة، الدرامي، الكوميدي الأمريكي لعام 2021 من إخراج تيت تايلور الذي شارك في إنتاجه أيضاُ، ومن سيناريو كتبته أماندا إيدوكو. الفيلم من تمثيل النجوم أليسون جاني، وميلا كونيس، وأوكوافينا، وريجينا هول، ويدور الفيلم حول امرأة تستغل مكانتها، وشهرتها المتزايدة لتجعل الشرطة، والجمهور يعتقدون أن زوجها الميت، هو فقط مفقود. أصدر الفيلم شركة الأفلام الأمريكية العالمية في الولايات المتحدة في 12 فبراير 2021، ووزع الفيلم شركة مترو جولدوين ماير، وشركة يونايتد أرتست. لاقى الفيلم فشل تجاري، ونقدي.

## طاقم التمثيل
أليسون جاني: في دور سو بوتونز
ميلا كونيس: في دور نانسي
أوكوافينا، في دور مينا
ريجينا هول: في دور المخبر كام هاريس
واندا سايكس: في دور ريتا
جولييت لويس: في دور جلوريا مايكلز
سميرة وايلي: في دور جونيل
جيمي سيمبسون: في دور بيتي بوتونز
كليفتون كولينز جونيور: في دور راي
ماثيو مودين: في دور كارل بوتونز
إلين باركين: في دور ديبي
بريدجيت إيفريت: في دور ليا نورتون
دومينيك بورغيس: في دور النقيب ريجنز
كيونغ سيم: في دور السيد كيم
كريس لويل: في دور ستيف

## أحداث الفيلم
تعيش سو بوتونز (أليسون جاني) في بلدة صغيرة في مقاطعة يوبا، حيث تستمع إلى أشرطة المساعدة الذاتية، وتكرر تعويذة لنفسها. سو لديها شهرة محلية بسيطة، ولا تحظى بالتقدير. تشرع سو في البحث عن زوجها المختفي، كارل بوتونز (ماثيو مودين) على مستوى المدينة، وفي محاولة لإطالة شهرتها، المكتشفة حديثًا، تستمر في الادعاء بإختفاء زوجها، بينما تعرف تماماً انه قد مات.
يعمل شقيق كارل الأصغر بيتي (جيمي سيمبسون) في متجر إلكترونيات تملكه ريتا (واندا سايكس)، ويتوقع ان يرزق بتوأمين مع صديقته جونيل (سميرة وايلي). كثيرا ما تتهم صديقة سو، وزميلتها في العمل ديبي (إيلين باركين) بيتي بالسرقة. يأتي إلى المتجر اثنين من المجرمين، مينا (أوكوافينا)، وراي (كليفتون كولينز جونيور)، لاستجواب بيتي بشأن مكان وجود شقيقه كارل المختفي، ويطالب المجرمين بيتي بأموال استولى عليها كارل.
كان كارل متورطًا في مخطط غسيل أموال لرئيس عصابة يدعى السيد كيم، وسلمت ابنة كيم 3 ملايين دولار لكارل لغسلها. ساعدت نانسي شقيقة سو في نقل أخبار اختفاء كارل لوسائل الإعلام، يعتقد شقيقه الأصغر بيتي أن العصابة متورطين في اختطاف كارل، وإنهم يبتزونه مقابل 20 ألفًا من أجل إعادة كارل. تحقق المحققة هاريس وشريكها جونز في الاختفاء المزعوم، ويعلم هاريس أن سو لا تقول الحقيقة كاملة.
بعد مرور عام، تصبح سو مؤلفة، وصاحبة أكثر الكتب مبيعًا، وقد تمكنت من التخلص من كل شيء يزعجها.

## الإنتاج والإصدار
أعلن عن انضمام أليسون جاني، ولورا ديرن إلى طاقم الفيلم في أكتوبر 2018، مع إخراج تيت تايلور، وسيناريو من تأليف أماندا إيدوكو. سيعمل كل من تايلور، وجيك جيلنهال، وريفا ماركر، وفرانكلين ليونارد كمنتجين تحت علامات شركة نين ستوريز، وشركة أفلام ويولا. انضمت ميلا كونيس، وريجينا هول، وأوكوافينا، وسميرة وايلي، وبريدجيت إيفريت، وجيمي سيمبسون، وكيونج سيم في مايو 2019، إلى طاقم الفيلم، مع جولييت لويس، وإلين باركين، وواندا سايكس في مفاوضات متقدمة للانضمام للطاقم. انضم دومينيك بورغيس، وماثيو مودين، وكريس لويل، في يونيو 2019، إلى طاقم الفيلم، وانضم كليفتون كولينز جونيور إلى فريق عمل الفيلم في يوليو 2019.
بدأ التصوير الرئيسي في 3 يونيو 2019 في ناتشيز، ميسيسيبي، واكتمل في 19 يوليو 2019.
حصلت شركة AGC الدولية على حقوق توزيع الفيلم دولياً في أكتوبر 2020، وحصلت شركة الأفلام الأمريكية العالمية على حقوق التوزيع في الولايات المتحدة. كان من المقرر، في الأصل، إصدار الفيلم في 29 يناير 2021، ولكن تم إصداره في 12 فبراير 2021.

## استقبال الفيلم
منح موقع الطماطم الفاسدة الفيلم تقييماً مقداره 12% بناءاً على آراء 33 ناقداً سينمائياً. منح موقع ميتاكريتيك الفيلم تقييماً مقداره 24% بناءاً على آراء سبعة نقاد.

## وصلات خارجية
https://www.imdb.com/title/tt7737640/ الأخبار العاجلة في مقاطعة يوبا (فيلم 2021)
https://www.rottentomatoes.com/m/breaking_news_in_yuba_county الأخبار العاجلة في مقاطعة يوبا (فيلم 2021)
https://www.metacritic.com/movie/breaking-news-in-yuba-county الأخبار العاجلة في مقاطعة يوبا (فيلم 2021)
https://variety.com/2021/film/reviews/breaking-news-in-yuba-county-review-1234905760/ الأخبار العاجلة في مقاطعة يوبا (فيلم 2021)